# کنسرتو کلارینت (موتسارت)
کنسرتو کلارینت در لا ماژور (انگلیسی: Clarinet Concerto) یکی از کنسرتوهای ولفگانگ آمادئوس موتسارت است که در اکتبر ۱۷۹۱ نوشته شد.
این کنسرتو دارای سه بخش است:
- آلگرو در لا ماژور
- آداجیو در ر ماژور
- روندو: آلگرو در لا ماژور

این کنسرتو یکی از آخرین کارهای کامل شده موتسارت به‌شمار می‌رود و موتسارت دو ماه پس از اجرای این اثر درگذشت. موتزارت این کنسرتو را برای دوستش آنتون استدلر که با استعدادترین نوازنده کلارینت وین بود، نوشت.
تاریخ دقیق اولین اجرای آن مشخص نیست، اما احتمال داده می‌شود این کنسرتو برای اولین بار در ۱۶ اکتبر ۱۷۹۱ در پراگ اجرا شده باشد.

این کنسرتو برای اجرا با کلارینت باس نوشته شده بود که می‌تواند نت‌های پایین‌تری نسبت به یک کلارینت معمولی بنوازد، اما پس از مرگ موتسارت، با تغییراتی در قسمت سولو منتشر شد تا امکان اجرای آن با سازهای متداول دیگر نیز فراهم شود. نسخه خطی این اثر گم شده است، اما از اواخر قرن بیستم به بعد، بسیاری از اجراهای این اثر با کلارینت باس و بر اساس بازسازی‌های فرضی از نسخه اصلی موتسارت انجام شده است.